# Maromokotro
Il Maromokotro è la cima più elevata del Madagascar, situata nel massiccio di Tsaratanana, nella parte settentrionale dell'isola.